# 7329 Bettadotto
7329 Bettadotto (1985 GK) là một tiểu hành tinh vành đai chính được phát hiện ngày 14 tháng 4 năm 1985 bởi E. Bowell ở trạm Anderson Mesa thuộc Đài thiên văn Lowell.